# Лунинецкий район
Лунине́цкий райо́н (бел. Луніне́цкі раён), разг. — Лунинетчина (бел. Лунінеччына) — административная единица на востоке Брестской области Республики Беларусь. Административный центр — город Лунинец. 
Численность населения — 60 604 человек (на 1 января 2025 года).
Вокруг Лунинца расположены поля, на которых выращивают клубнику, являющейся неофициальным символом всего района.
Температура летом от 30⁰ до 35⁰. 
Осадки незначительные, климат удовлетворительный для растений, агроклиматические ресурсы района - клубника и морковь 

## География
Территория 2708,5 км² (5-е место среди районов), в том числе сельхозугодья занимают 783 км², лесные массивы — 1080 км². Район находится в центре Белорусского Полесья. На западе граничит с Пинским, на юге — со Столинским, на севере — с Ганцевичским районами Брестской области, на северо-востоке — с Житковичским районом Гомельской области и Солигорским районом Минской области.
На юге района протекает река Припять (на границе со Столинским районом), на востоке — Случь (на границе с Житковичским районом), в центре — Лань и Цна, на западе — Бобрик (на границе с Пинским районом).
В Лунинецком районе расположено озеро Белое. Находится в 17 км на северо-запад от Лунинца, примерно в 4 км на запад от Бостынь, недалеко от урочища Смолярня и относится к бассейну реки Припять.

### Заказник
- Республиканский заказник «Лунинский»

- Водно-болотный заказник местного значения «Велута». Заказник площадью 2 119 га расположен в северной части Лунинецкого района. С восточной стороны к заказнику примыкает одноименное водохранилище Велута. Образована природоохранная территория в 2016 году. Основная цель создания заказника – охрана уникальных водно-болотных ландшафтов в пойме реки Цна.
- Ландшафтный заказник республиканского значения «Средняя Припять»

## Геральдика
Герб зарегистрирован в Гербовом матрикуле Республики Беларусь 28 сентября 1998 года № 25. Герб и положение о нём было утверждено  решением Лунинецкого районного Совета депутатов от 25 сентября 1998 года № 131, флага – от 15 июня 2001 года № 90.

## История
15 января 1940 года в Пинской области на территории большей части Лунинецкого повета был образован Лунинецкий район, в октябре установлено деление на 19 сельсоветов. 8 января 1954 года район передан в Брестскую область в связи с упразднением Пинской области. 16 июля 1954 года и 8 сентября 1959 года пересматривалось деление района на сельсоветы. 
20 января 1960 года к Лунинецкому району присоединена юго-западная часть упразднённого Ленинского района — 4 сельсовета (Любонский, Микашевичский, Редигеровский, Синкевичский) и рабочий посёлок Микашевичи.
25 декабря 1962 года в состав образованного Лунинецкого района переданы Мальковичский сельский Совет Ганцевичского района и деревня Богдановка Загородского сельского Совета Логишинского района.
В 1962—1966 годах в Лунинецком районе временно находились Мальковичский сельсовет Ганцевичского района Брестской области и Хоростовский сельсовет Старобинского района Минской области (в 1965 году передан Солигорскому району). 14 августа 1979 года Солигорскому району был передан Гаврильчицкий сельсовет.
22 августа 1997 года административные единицы Лунинецкий район и город Лунинец, имеющие общий административный центр, объединены в одну административную единицу — Лунинецкий район с административным центром город Лунинец.
За достижение в 2022 году наилучших показателей в сфере социально-экономического развития Лунинецкий район признан победителем соревнования среди районов. Занесен на Республиканскую доску Почёта.

25 декабря 1962 года в состав образованного Кобринского района переданы городской посёлок Жабинка, Кривлянский, Сакский, Степанковский и Яковчицкий сельские Советы Каменецкого района; Оссовский и Чернянский сельские Советы Малоритского района.
Лунинецкий район, передав в его состав Мальковичский сельский Совет Ганцевичского района и деревню Богдановка Загородского сельского Совета Логишинского района;

## Административное устройство
На территории района насчитывается 11 сельсоветов и 1 горисполком (Микашевичи):
- Богдановский
- Бостынский
- Вульковский
- Городокский
- Дворецкий
- Дятловичский
- Лахвенский
- Лунинский
- Редигеровский
- Синкевичский
- Чучевичский

Упразднённые сельсоветы:
- Микашевичский

## Население
Численность населения — 60 604 человек (на 1 января 2025 года), в том числе городское — 35 496 человек (Лунинец — 23 469 человек, Микашевичи — 12 027 человек), сельское — 25 108 человек.
Население района составляет 62 544 человек (на 1 января 2023 года), в том числе в городских условиях живут 35 943 человек. Два города — Лунинец и Микашевичи. В сельских условиях проживают — 26 601 человек.
| Численность населения (по годам) | Численность населения (по годам) | Численность населения (по годам) | Численность населения (по годам) | Численность населения (по годам) | Численность населения (по годам) | Численность населения (по годам) | Численность населения (по годам) | Численность населения (по годам) | Численность населения (по годам) | Численность населения (по годам) |
| 1996                             | 2001                             | 2002                             | 2003                             | 2004                             | 2005                             | 2006                             | 2007                             | 2008                             | 2009                             | 2010                             |
| -------------------------------- | -------------------------------- | -------------------------------- | -------------------------------- | -------------------------------- | -------------------------------- | -------------------------------- | -------------------------------- | -------------------------------- | -------------------------------- | -------------------------------- |
| 82 800                           | ▼79 689                          | ▼79 030                          | ▼78 182                          | ▼77 411                          | ▼76 481                          | ▼75 746                          | ▼74 956                          | ▼74 293                          | ▼73 795                          | ▼73 182                          |
| 2011                             | 2012                             | 2013                             | 2014                             | 2015                             | 2016                             | 2017                             | 2018                             | 2019                             | 2020                             | 2021                             |
| ▼72 388                          | ▼71 539                          | ▼70 725                          | ▼69 813                          | ▼68 952                          | ▼68 040                          | ▼67 452                          | ▼66 861                          | ▼66 182                          | ▼65 642                          | ▼64 856                          |
| 2022                             | 2023                             | 2024                             | 2025                             |                                  |                                  |                                  |                                  |                                  |                                  |                                  |
|                                  | ▼ 62 544                         |                                  | ▼60 604                          |                                  |                                  |                                  |                                  |                                  |                                  |                                  |

| Национальный состав по переписи 2019 года | Национальный состав по переписи 2019 года | Национальный состав по переписи 2019 года | Национальный состав по переписи 2019 года | Национальный состав по переписи 2019 года | Национальный состав по переписи 2019 года | Национальный состав по переписи 2019 года | Национальный состав по переписи 2019 года | Национальный состав по переписи 2019 года | Национальный состав по переписи 2019 года | Национальный состав по переписи 2019 года |
| Всего (2019)                              | белорусы                                  | белорусы                                  | русские                                   | русские                                   | украинцы                                  | украинцы                                  | поляки                                    | поляки                                    | азербайджанцы                             | азербайджанцы                             |
| ----------------------------------------- | ----------------------------------------- | ----------------------------------------- | ----------------------------------------- | ----------------------------------------- | ----------------------------------------- | ----------------------------------------- | ----------------------------------------- | ----------------------------------------- | ----------------------------------------- | ----------------------------------------- |
| 65 736                                    | 62 553                                    | 95,16%                                    | 1657                                      | 2,52%                                     | 530                                       | 0,81%                                     | 98                                        | 0,15%                                     | 45                                        | 0,07%                                     |
| 65 736                                    | армяне                                    | армяне                                    | евреи                                     | евреи                                     | молдаване                                 | молдаване                                 | немцы                                     | немцы                                     | татары                                    | татары                                    |
| 65 736                                    | 32                                        | 0,05%                                     | 18                                        | 0,03%                                     | 13                                        | 0,02%                                     | 11                                        | 0,02%                                     | 7                                         | 0,01%                                     |
|                                           |                                           |                                           |                                           |                                           |                                           |                                           |                                           |                                           |                                           |                                           |
| Национальный состав по переписи 2009 года |                                           |                                           |                                           |                                           |                                           |                                           |                                           |                                           |                                           |                                           |
| Всего (2009)                              | белорусы                                  | белорусы                                  | русские                                   | русские                                   | украинцы                                  | украинцы                                  | поляки                                    | поляки                                    | азербайджанцы                             | азербайджанцы                             |
| 73 200                                    | 70 394                                    | 96,17%                                    | 1861                                      | 2,54%                                     | 577                                       | 0,79%                                     | 118                                       | 0,16%                                     | 47                                        | 0,06%                                     |
| 73 200                                    | армяне                                    | армяне                                    | молдаване                                 | молдаване                                 | литовцы                                   | литовцы                                   | немцы                                     | немцы                                     | татары                                    | татары                                    |
| 73 200                                    | 27                                        | 0,04%                                     | 20                                        | 0,03%                                     | 11                                        | 0,02%                                     | 11                                        | 0,02%                                     | 10                                        | 0,01%                                     |
|                                           |                                           |                                           |                                           |                                           |                                           |                                           |                                           |                                           |                                           |                                           |
| Национальный состав по переписи 1959 года |                                           |                                           |                                           |                                           |                                           |                                           |                                           |                                           |                                           |                                           |
| Всего (1959)                              | белорусы                                  | белорусы                                  | русские                                   | русские                                   | украинцы                                  | украинцы                                  | поляки                                    | поляки                                    | евреи                                     | евреи                                     |
| 69 765                                    | 64 774                                    | 92,85%                                    | 3072                                      | 4,4%                                      | 852                                       | 1,22%                                     | 565                                       | 0,81%                                     | 329                                       | 0,47%                                     |

На 1 января 2021 года 19,8% населения района было в возрасте моложе трудоспособного, 53,7% — в трудоспособном, 26,5% — старше трудоспособного. Коэффициент рождаемости в 2017 году — 11,8 (789 детей), смертности — 13,9 (умерло 929 человек). В 2020 году в районе было заключено 249 браков (3,8 на 1000 человек) и 187 разводов (2,9).

## Транспорт

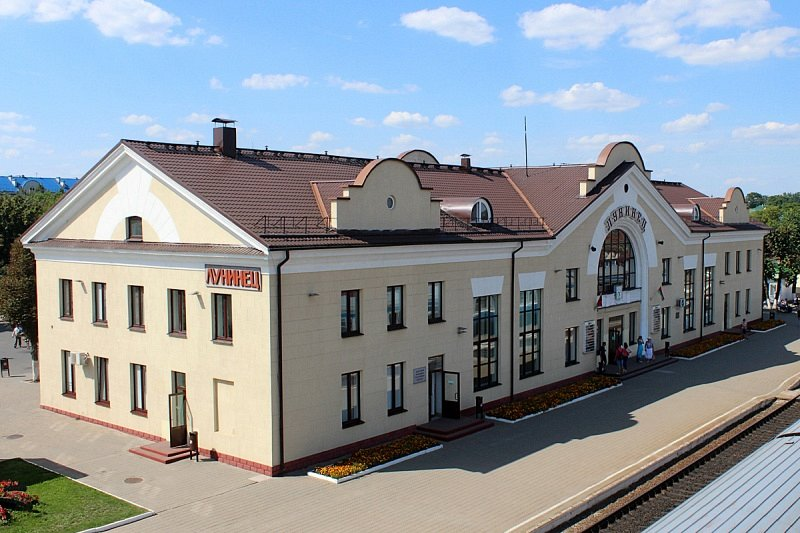
Здание железнодорожного вокзала в Лунинце

Через район проходит железная дорога Брест—Гомель. Лунинец — крупный железнодорожный узел четырёх направлений (станция Лунинец). 
В Микашевичах действует грузовой речной порт. На участке Лунинец—Столин действует паромная переправа через Припять (9 раз в день в каждом направлении).
| Автодороги проходящие через Лунинецкий район            | Обозначения |
| ------------------------------------------------------- | ----------- |
| Граница Российской Федерации (Селище) — Гомель — Кобрин | М10         |
| Лунинец — Пинск                                         | Р8          |
| Клецк — Синявка — Ганцевичи — Лунинец                   | Р13         |
| Минск — Микашевичи                                      | Р23         |

## Экономика
Выручка от реализации продукции, товаров, работ, услуг за 2020 год составила 927,1 млн рублей (около 370 млн долларов), в том числе 192 млн рублей пришлось на сельское, лесное и рыбное хозяйство, 490,5 млн на промышленность, 37,6 млн на строительство, 105,7 млн на торговлю и ремонт, 101,3 млн на прочие виды экономической деятельности.

### Промышленность
Крупнейшие предприятия района — РУПП «Гранит» (Микашевичи; добыча и обработка строительного камня) и ОАО «Полесьеэлектромаш» (Лунинец; 1047 сотрудников, производство электродвигателей, электроконфорок, электроплит, центробежных насосов).
Действуют также:
- предприятие по производству эмульсионных взрывчатых веществ — филиал Центра утилизации артиллерийских и инженерных боеприпасов (РКП ЦУАИБ; Микашевичи)[27]
- ОАО «Спецжелезобетон» (Микашевичи; производитель железобетонных труб, тротуарной и бордюрной плитки, железнодорожных шпал и брусьев[28])
- ОАО «Лунинецкий молочный завод» (Лунинец; производство сухого молока[29])
- ремонтно-механический завод (Лунинец)
- ПО «Лунинецлес»
- ЧУП «Виктория» (Лунинец; производитель алюминиевой посуды)[30]

### Сельское хозяйство

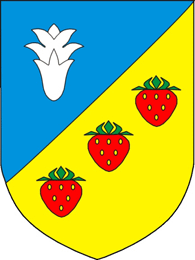
Клубника на гербе агрогородка Дворец Лунинецкого района.

В 2020 году сельскохозяйственные организации района собрали 54,5 тыс. т зерновых и зернобобовых культур при урожайности 26,9 ц/га. Урожайность зерновых в районе одна из самых низких в Брестской области. Под зерновые культуры в 2020 году было засеяно 20,8 тыс. га пахотных площадей, под кормовые культуры — 25,6 тыс. га.
На 1 января 2021 года в сельскохозяйственных организациях района содержалось 44,6 тыс. голов крупного рогатого скота, в том числе 16 тыс. коров. В 2020 году сельскохозяйственные организации района реализовали 5,7 тыс. т мяса скота и птицы и произвели 90,7 тыс. т молока.
Фермеры и личные хозяйства населения в Лунинецком районе специализируются на выращивании на продажу клубники и моркови.

## Образование
В 2020 году в районе насчитывалось 34 учреждения дошкольного образования, которые обслуживали 2876 детей. В 33 школах в 2020/2021 учебном году обучались 8287 детей, учебный процесс обеспечивали 1060 учителей. В Лунинце и Микашевичах, помимо школ, действуют также гимназии.
Действуют два учреждения среднего специального образования — Лунинецкий государственный политехнический профессионально-технический колледж и Лунинецкий государственный профессионально-технический колледж сельскохозяйственного производства.

## Здравоохранение
В Лунинце расположена центральная районная больница, в Микашевичах — филиал «Микашевичская городская больница». В районе действуют также 4 сельских участковых больницы, 11 врачебных амбулаторий и 24 фельдшерско-акушерских пункта. Для сотрудников РУПП «Гранит» действует профилакторий «Свитанок». В районе также расположен Брестский областной центр медицинской реабилитации детей «Лахва».
В 2016 году учреждения здравоохранения района обслуживали 180 врачей (26,8 на 10 тыс. человек; среднее по стране — 26,8) и 810 средних медицинских работников (120,4 на 10 тыс. человек). В больницах района насчитывалась 441 койка (65,5 на 10 тыс. человек; среднее по стране — 80,5).

## Спорт

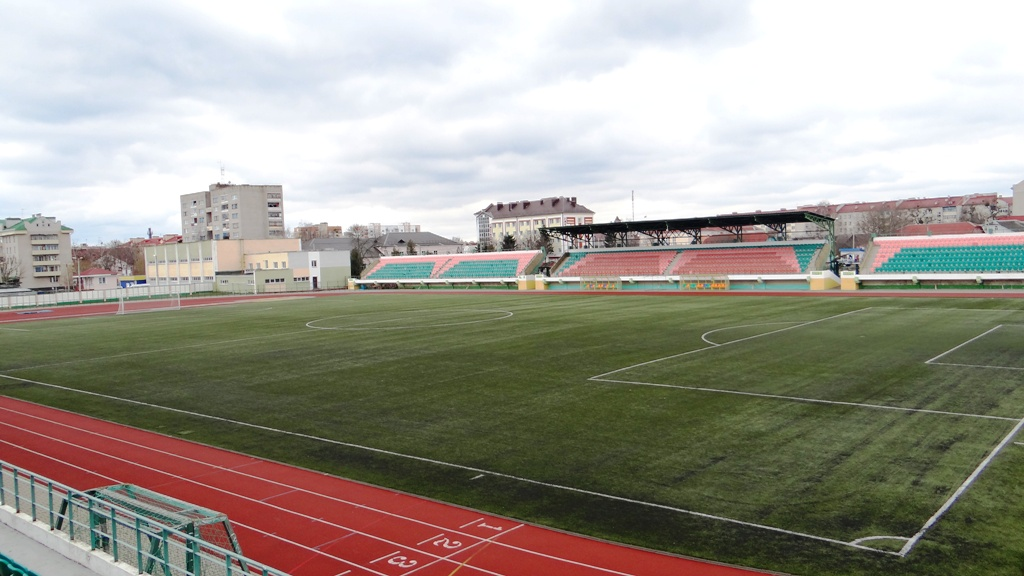
Стадион «Полесье»

Футбольный клуб «Гранит» (Микашевичи) четырежды выступал в Высшей лиге национального первенства (2008, 2009, 2015, 2016). В районе популярен мотобол; действует мотобольный клуб «Лунинец».
В Лунинце действует ледовая арена.

## Культура
Лунинецкий районный краеведческий музей в 2016 году посетило 10,5 тыс. человек. В фондах музея насчитывается 11,3 тыс. предметов.
В 2016 году в Лунинецком районе действовало 35 публичных библиотек с фондом 528,4 тыс. экземпляров книг и журналов. Пользователями библиотек были 26,2 тыс. человек, которым было выдано 505,7 тыс. экземпляров книг и журналов. Управляющая организация — ГУК «Лунинецкая районная централизованная библиотечная система». В Лунинце и Микашевичах, помимо городских, действуют детские библиотеки. Действует также передвижная библиотека-автобус (библиобус).
В Лунинце действует кинотеатр «Октябрь».

## Достопримечательность

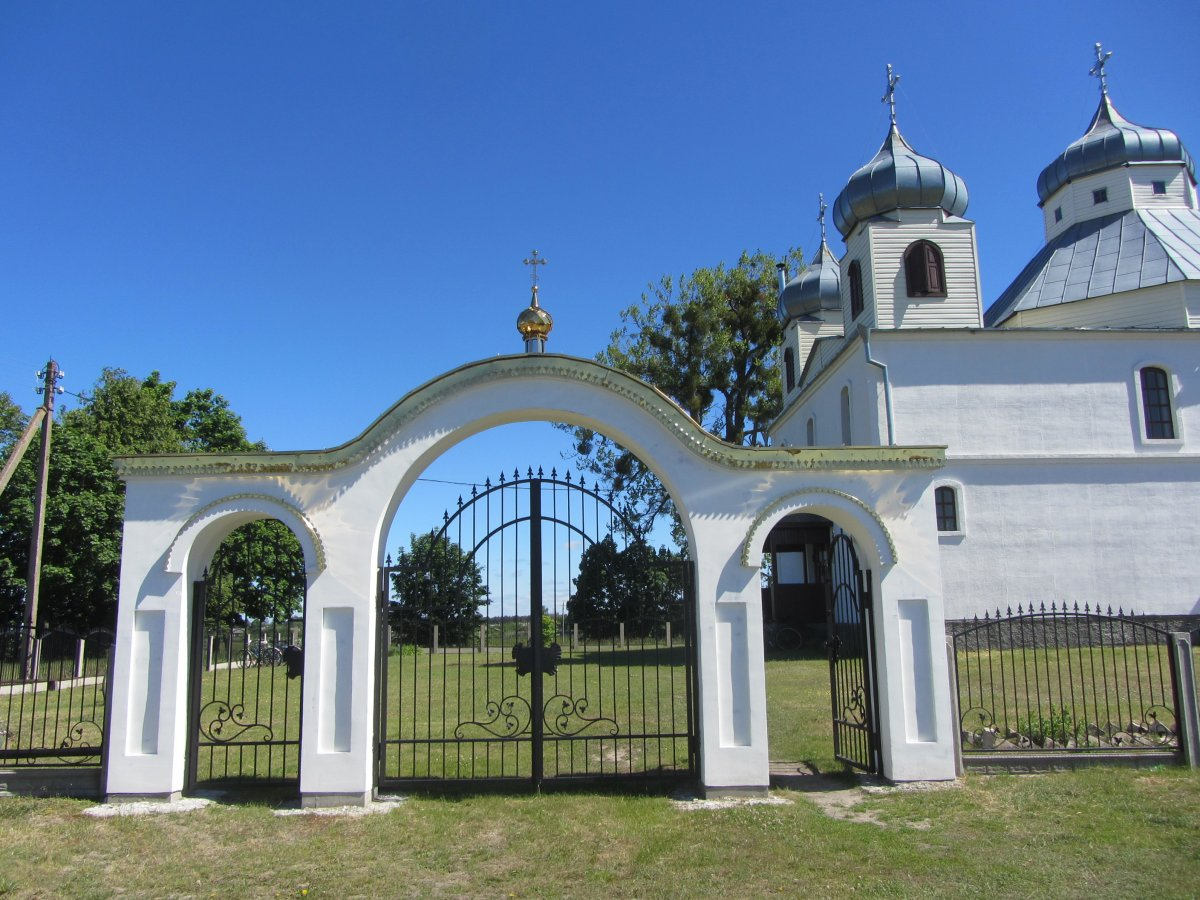
Новопечерский Дятловичский Преображенский мужской монастырь в Дятловичи

- Крестовоздвиженская церковь в г. Лунинец
- Склеп — захоронение Фелиции Двораковской (1833) в аг. Бостынь
- Православная церковь в аг. Велута
- Новопечерский Дятловичский Преображенский мужской монастырь (1622)  в аг. Дятловичи
- Церковь в честь Иоанна Предтечи (1936) в г. Микашевичи
- Разрабатываемые в Микашевичах предприятием РУП «Гранит» месторождения диорита — уникальный белорусский карьер. Известность получил с лёгкой руки кинорежиссёров, которые превратили владения РУП «Гранит» в декорацию кинолент последнего десятилетия (глубина кинематографического места — 135 м или -2 м над уровнем моря. В будущем каменный актёр зароется ещё глубже — до -14 м).
- Спасо-Преображенская церковь (1910) в д. Язвинки
- Борисоглебская церковь (1824) в аг. Лунин
- Церковь Рождества Пресвятой Богородицы в д. Лахва
- Покровская церковь в аг. Большие Чучевичи
- Баня бывшей усадьбы Друцких-Любецких "Кристиново" в аг. Полесский
- Георгиевская церковь в аг. Синкевичи

В агрогородке Кожан-Городок:
- Дуб Мицкевича — справил недавно 500-й день рождения
- Свято-Николаевская церковь
- Видуш-гора — сакральная гора возле деревни, с южной стороны, недалеко от впадения реки Цны в Припять. Существуют различные предания: что будто тут жил и похоронен изгнанник, римский поэт Овидий, который погиб где-то на Полесье

### Памятник природы, заказник
- Заказники Велута, Лунинский, Средняя Припять

## Галерея

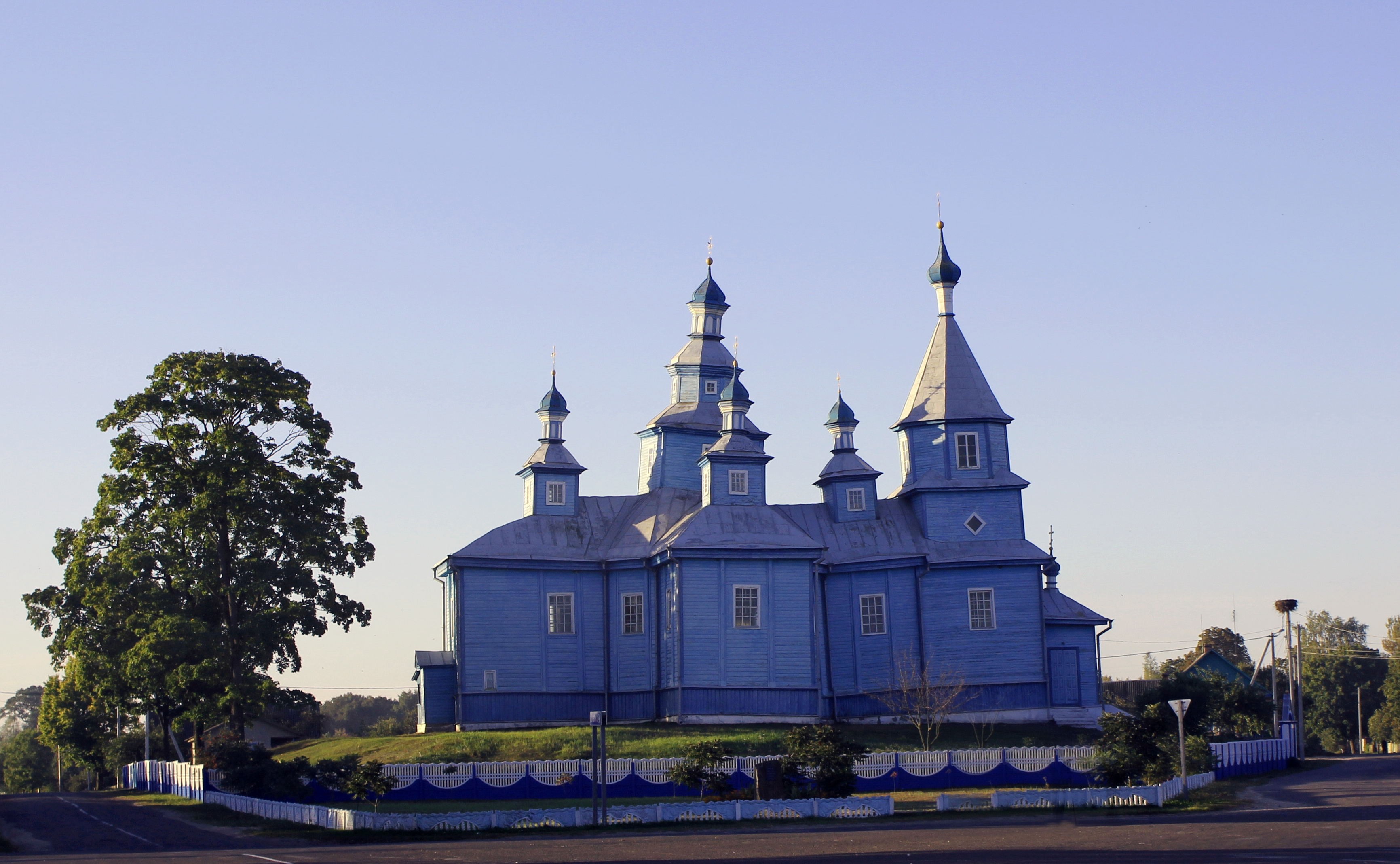
Свято-Николаевская церковь в Кожан-Городок
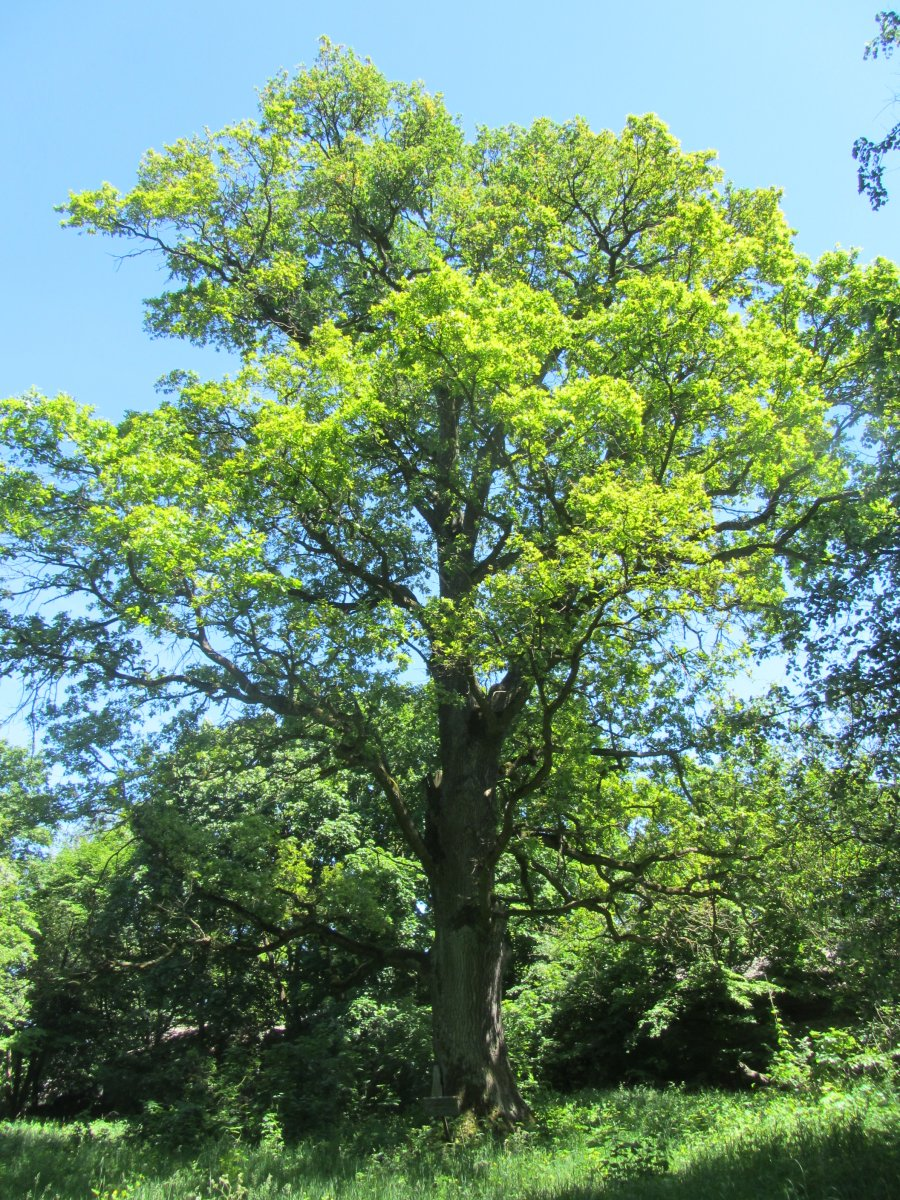
Дуб-великан в Кожан-Городок
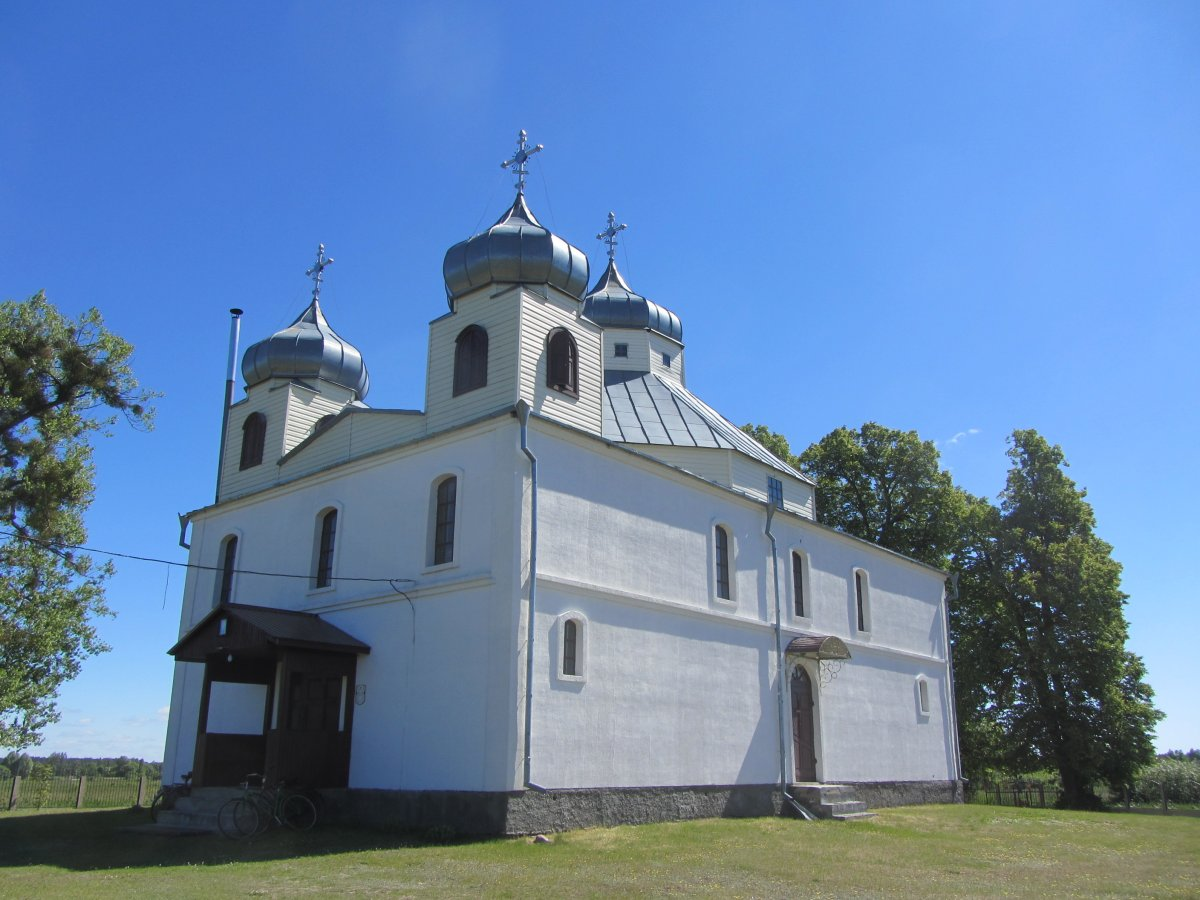
Новопечерский Дятловичский Преображенский мужской монастырь в Дятловичи
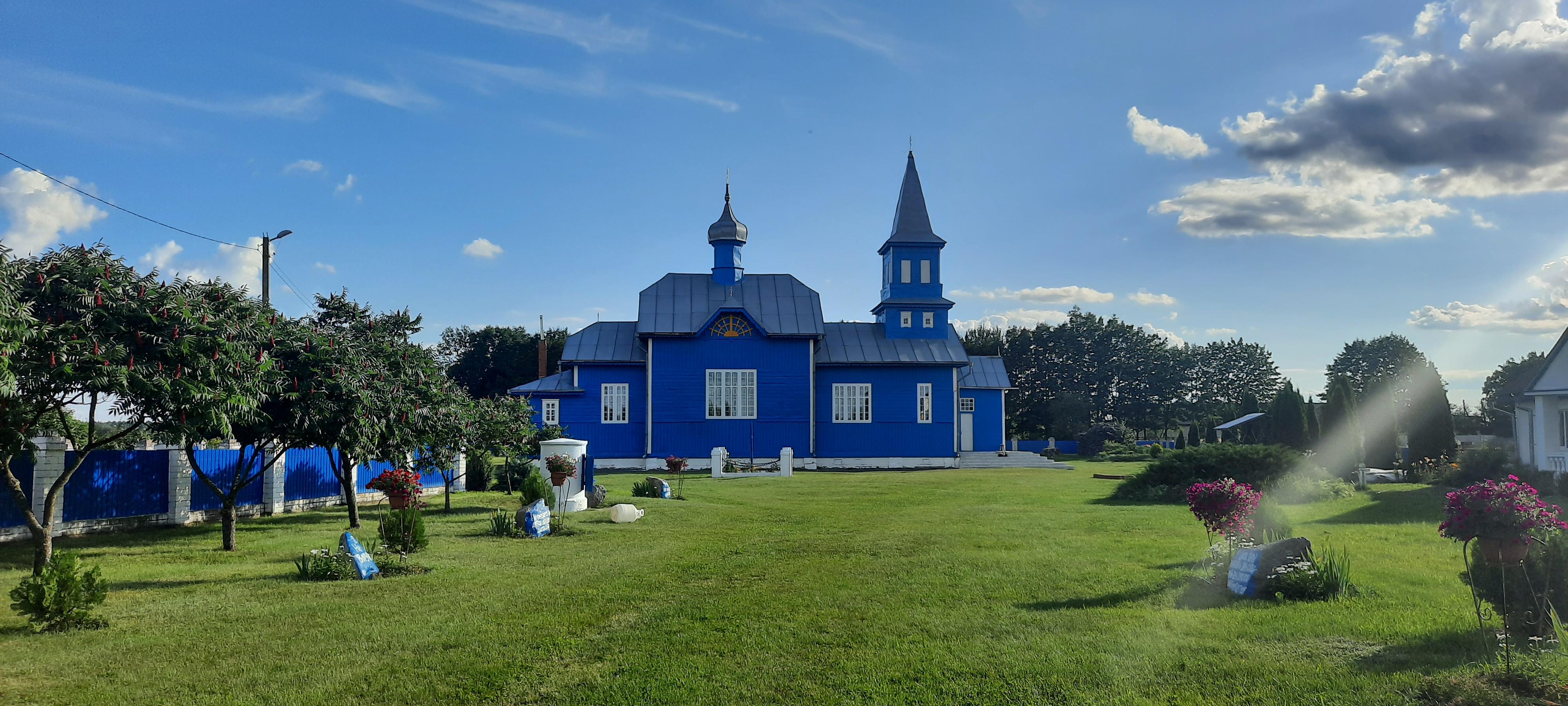
Спасо-Преображенская церковь в Язвинки
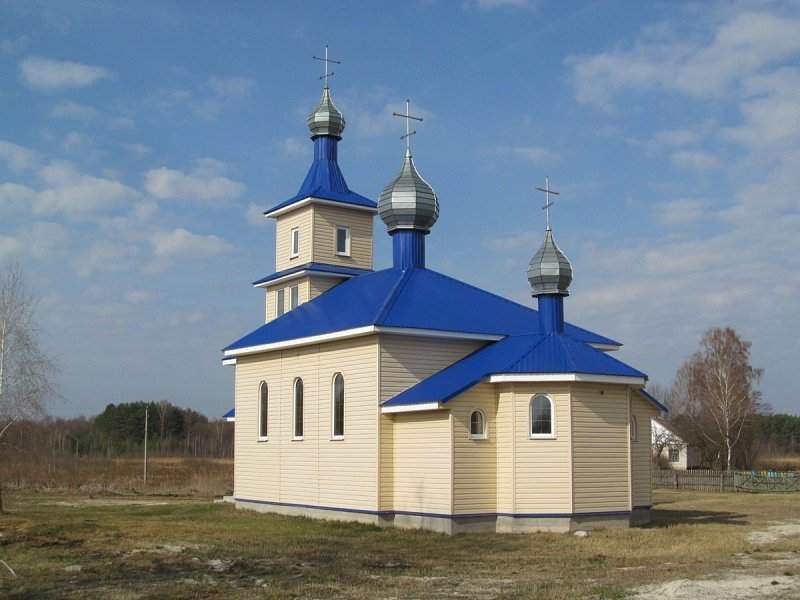
Православная церковь в Велута
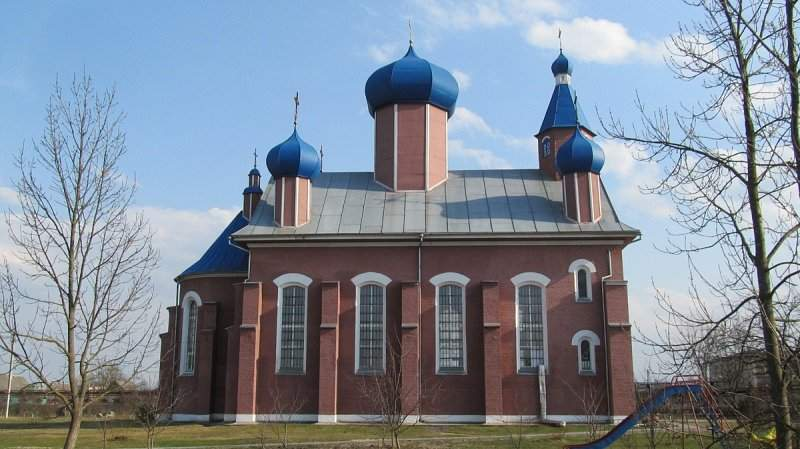
Церковь в честь Рождества Иоанна Предтечи в Микашевичи
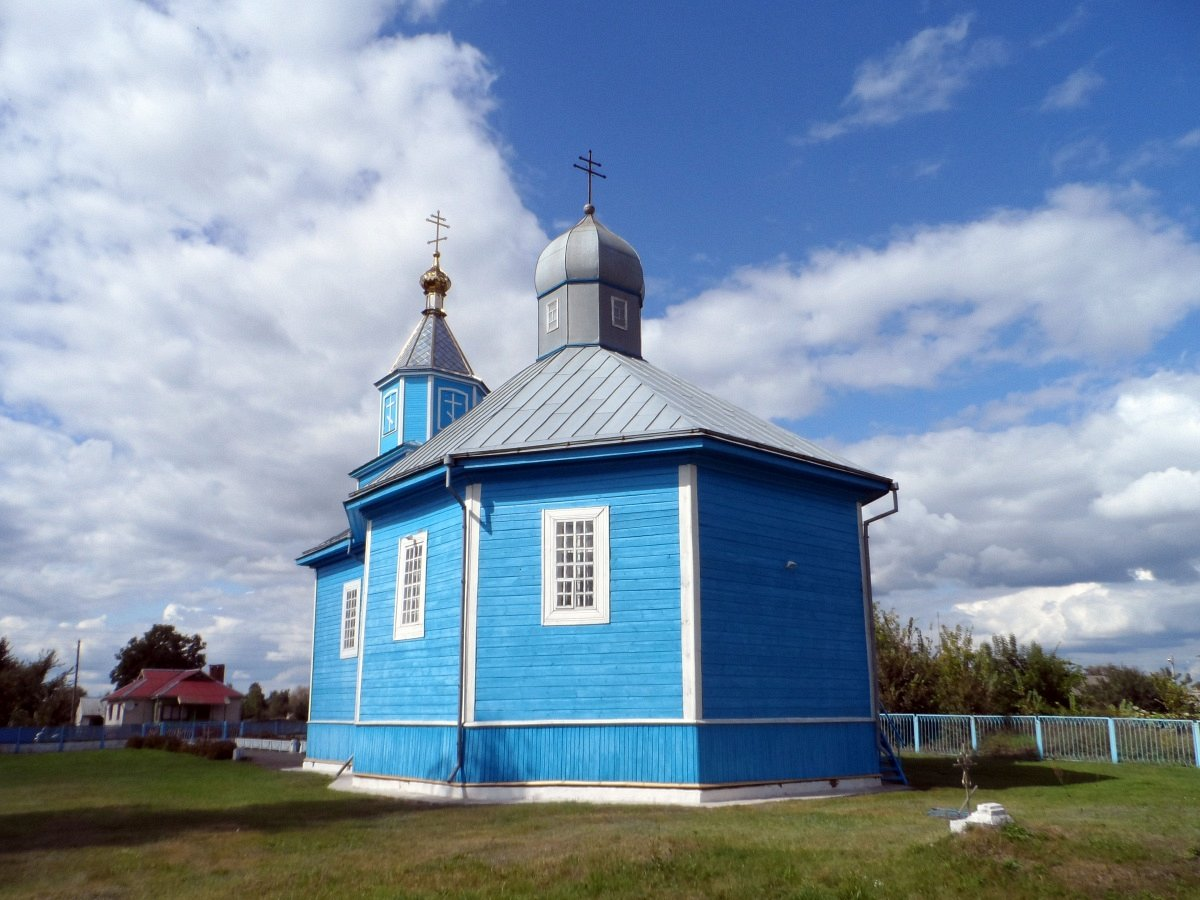
Свято-Борисоглебская церковь в Лунин
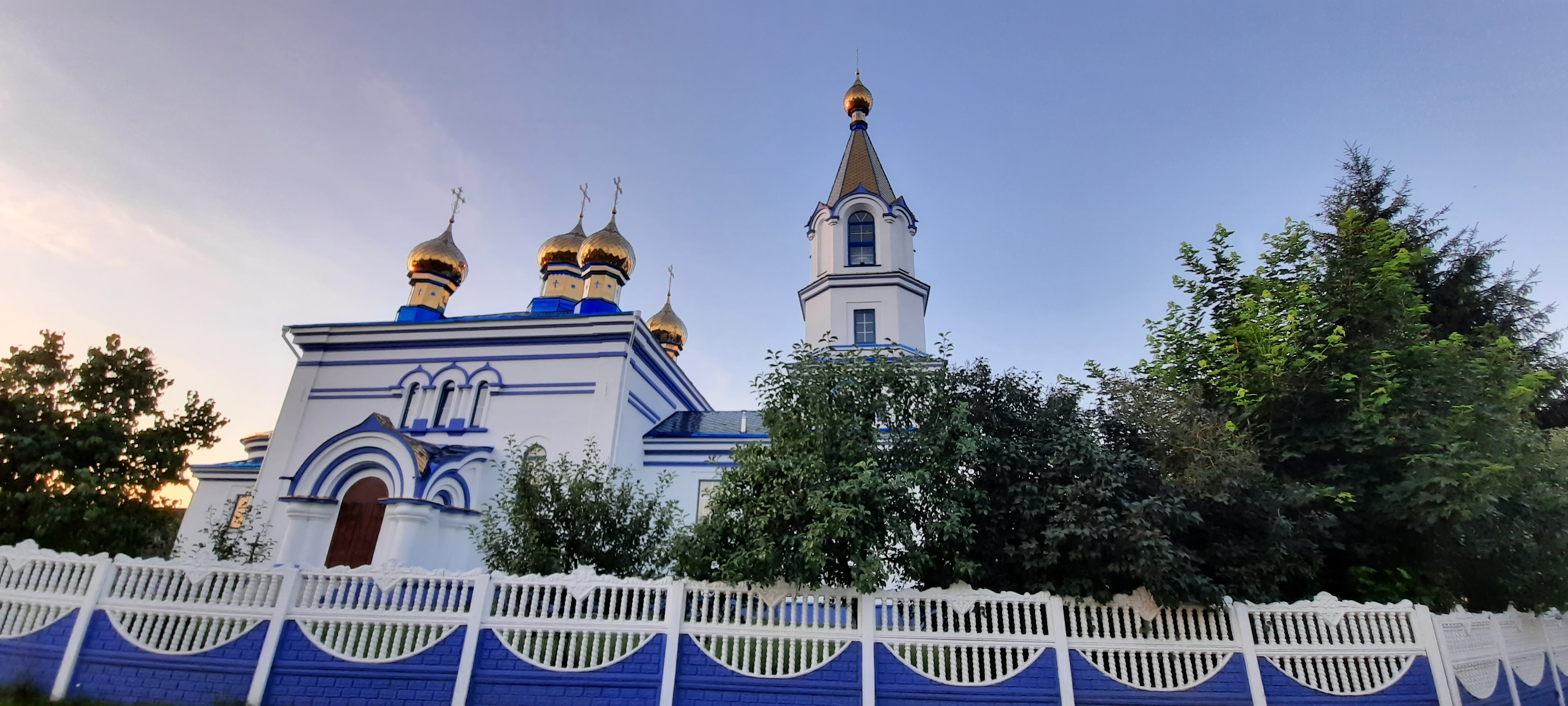
Церковь Рождества Пресвятой Богородицы в Лахва
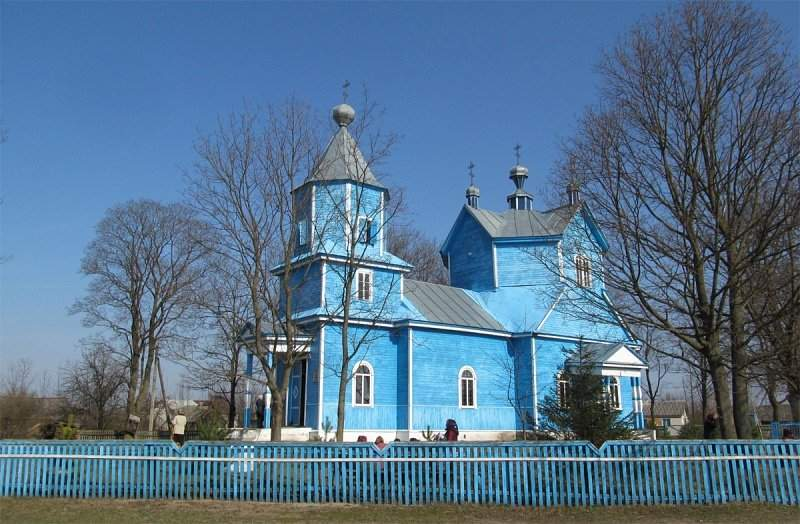
Покровская церковь в Большие Чучевичи

## СМИ
Районная газета «Лунінецкія навіны» выходят два раза в неделю (по средам и пятницам), тираж составляет 6800 экземпляров. Победитель IV Национального конкурса «Золотая литера» в номинации «Лучшая районная газета Республики Беларусь». Газета представлена в Интернете сайтом lnc.by, а также в социальных сетях и мессенджерах..